# Condado de Saratoga
El condado de Saratoga (en inglés: Saratoga County) fundado en 1791 es un condado en el estado estadounidense de Nueva York. En el censo de los Estados Unidos de 2020 el condado tenía una población de 235,509 habitantes en una densidad poblacional de 271,1 personas por milla² (104,7 por km²). La sede del condado es Ballston Spa.
271,1 kilómetros cuadrados (104,7 mi²)

## Geografía
Según la Oficina del Censo, el condado tiene un área total de 2186 km² (844 mi²), de la cual 2103 km² (812 mi²) es tierra y 83 km² (32,0 mi²) (4.84%) es agua.

### Condados adyacentes
- Condado de Warren - norte
- Condado de Washington - noreste
- Condado de Washington -este
- Condado de Rensselaer - sureste
- Condado de Albany - sur
- Condado de Albany - suroeste
- Condado de Montgomery - oeste
- Condado de Fulton - oeste
- Condado de Schenectady - noroeste

## Demografía
En el censo de los Estados Unidos de 2000 la renta per cápita promedia del condado era de $49,460, y el ingreso promedio para una familia era de $58,213. En 2000 los hombres tenían un ingreso per cápita de $40,901 versus $29,583 para las mujeres. El ingreso per cápita para el condado era de $23,945. Alrededor del 5.70% de la población estaba bajo el umbral de pobreza nacional.

## Localidades

### Ciudades
Mechanicville |
Saratoga Springs 

### Pueblos
Ballston |
Charlton |
Clifton Park |
Corinth |
Day |
Edinburg |
Galway |
Greenfield |
Hadley |
Halfmoon |
Malta |
Milton |
Moreau |
Northumberland |
Providence |
Saratoga |
Stillwater |
Waterford |
Wilton 

### Villas
Ballston Spa |
Corinth |
Galway |
Round Lake |
Schuylerville |
South Glens Falls |
Stillwater |
Victory |
Waterford 

### Lugares designados por el censo
Country Knolls |
Lake Luzerne-Hadley‡ |
Milton 